# Al-Hīra
Al-Hīra (arabisch الحيرة, DMG al-Ḥīra), genannt auch Hira, war die Hauptstadt der Lachmiden. Die Stadt lag am unteren Euphrat südlich der heutigen Städte Nadschaf und Kufa im Irak. Sie wurde 602 von den Sassaniden unter Chosrau II. und 633 von den Arabern unter Chālid ibn al-Walīd, einem Heerführer Mohammeds, erobert und war bis in das 10. Jahrhundert besiedelt.

## Architektur
In Al-Hīra soll das Fort von Karnaq gestanden haben.

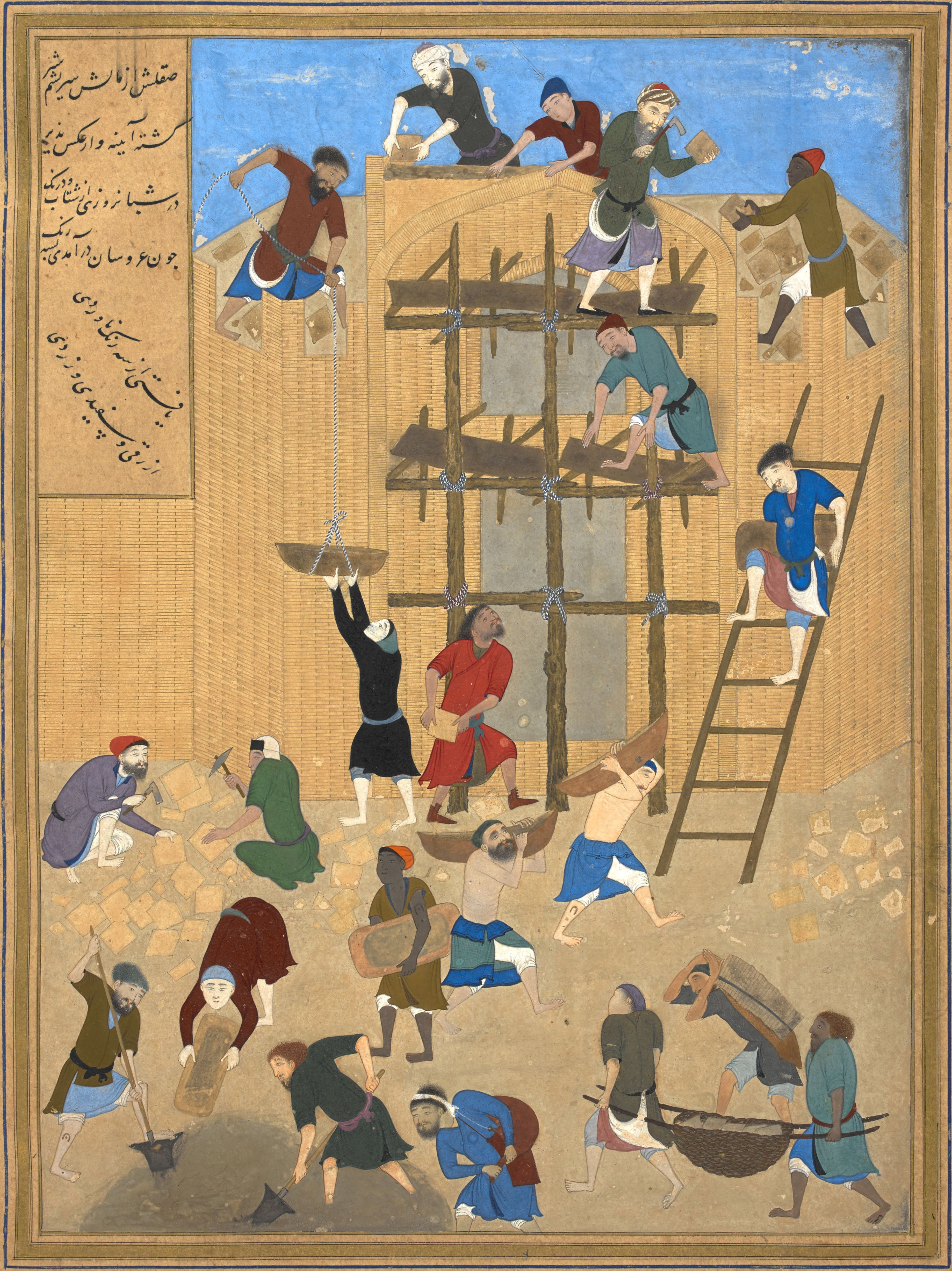
Der Bau des Forts von Karnaq

## Persönlichkeiten
- Tarafa (arabisch طرفة بن العبد; ca. 6. Jh.), Lyriker
- Adi bin Zaid (arabisch عدي بن زيد العبادي; ca. 550–600), Lyriker[1]
- an-Nabigha ad-Dubyani (arabisch النابغة الذبياني; † um 604), Lyriker
- Hunain ibn Ishāq (arabisch أبو زيد حنين بن إسحاق العبادي; * 808; † 873 in Bagdad), christlich-arabischer Gelehrter, Übersetzer und Arzt. Sein latinisierter Name lautet Johannitius.